# H.I.T. -女性特別捜査官-
『ヒット』（H.I.T: Homicide Investigation Team、히트）は、2007年3月19日から同年5月22日まで韓国MBCで放送された、キム・ジョンハクプロダクション（ko:김종학 프로덕션）演出の犯罪捜査ドラマである（タイトルの意味は「強力犯罪捜査隊」）。
日本では、サンテレビやBS朝日などで放送された。

## 概要
韓国警察庁の協力を受けて制作されており、作中には実際の警察署の外観が頻繁に登場する。物語前半はアクションを重視したストーリー展開となっており、ソウル市内でのカーチェイスや、漢江（ハンガン）での水上追跡のほか、香港ロケなども行われた。物語後半は主人公の過去を軸に置いたサスペンス的展開が主体となっている。こうした飽きさせないドラマが韓国でも人気を博し、シーズン2の制作を求める声が現在も公式サイトでは後を絶たない。
日本でも『H.I.T.女性特別捜査官』のタイトルでDVDが発売されているほか、有料ストリーミング配信サイトなどで見ることもできる。

## ストーリー
ソウル市警の強行犯係に所属するチャ・スギョン警部補は、違法カジノを経営する犯罪組織の一斉検挙の際、幹部を取り逃がしてしまう。現場に居合わせた拝命前の新米検事、キム・ジュユンの活躍で何とか犯人は検挙できたものの、その事が新聞に報じられ警察は面子を潰される結果に。
左遷を覚悟していた矢先、スギョンは韓国警察初の女性チーム長として、新設される警察庁直属の特別捜査班「H.I.T.」への異動を命じられる。異例の抜擢人事に驚くスギョンであったが、配属先は庁舎外に設けられた荒ら屋のような寂れたオフィス。そして部下は、一癖も二癖もある刑事たち。おまけに、担当検事として検察庁から派遣されてきたのは、違法カジノ検挙で手柄を奪われたジュユン。
様々な難題がチームを襲うが、衝突しながらも様々な事件を乗り越え、彼らの絆は次第に固くなっていく。そんな中、ジュユンはスギョンの過去を知ることとなる。14年前、ソウル東南部で発生した連続殺人事件。事件を捜査していたスギョンの恋人、サンミンは追跡中の犯人に刺殺され、帰らぬ人となる。現場に居合わせたスギョンは、恐怖心から犯人を捕まえることができず、恋人をも助けることもできなかった無念を晴らすべく、強行犯係の刑事となったのだ。
事件捜査に執念を燃やし、時に行き過ぎた行動をとるスギョン。過去、そして様々な凶悪犯罪と格闘する彼女の姿に影響を受け、ジュユンは次第に検事としての自覚に目覚め、そしていつしかスギョンに恋心を抱くようになる。
やがて交際を始めた二人。仲間からも祝福を受け、新しい幸せに生きようとした矢先、H.I.Tチームの元に、14年前の事件と同じ手口の連続殺人事件が発生したとの連絡が入る…。

## キャスト
- チャ・スギョン（차수경）警部補：コ・ヒョンジョン
  - ソウル市警の刑事から新設されたH.I.Tチームのチーム長に抜擢される。水虫防止用の靴下を履き、人前でも平気で足を掻く女性らしさに欠けた性格。14年前のソウル東南部連続殺人事件で恋人を失った傷を抱えつつ、様々な犯罪に立ち向かい、事件解決に執念を燃やす。

- キム・ジェユン（김재윤）検事：ハ・ジョンウ
  - H.I.Tチーム担当検事。裕福な家庭に育ち、頭脳明晰ではあるが、幼い頃に誘拐事件に巻き込まれたトラウマが原因で、冷めた性格に育つ。しかし、スギョンや他の仲間たちに影響され、いつしか正義感に目覚め、検事として成長する。

- キム・ヨンドゥ（김영두）：キム・ジョンミン
  - 殺されたスギョンの恋人、サンミンとコンビを組んでいた元刑事。今は居酒屋を経営。妹のような存在であるスギョンに特別な感情を抱きつつも、彼女が事件を忘れ、幸せに生きてくれることを願っている。

- チャン・ヨンハ刑事：チェ・イルファ
  - H.I.Tチーム所属。現場一筋のベテラン刑事だったが、行き過ぎた捜査をしたために被疑者から訴えられ、巨額の損害賠償を請求される。それが原因で家族が崩壊し、酒浸りの日々を過ごしている。

- ナム・ソンシク刑事：マ・ドンソク
  - H.I.Tチーム所属。ヤクザのような厳めしい風貌と、一撃で犯罪者を叩き伏せる豪腕を持つが、純粋かつ熱血な性格を持つ刑事。チームワークを重んじ、女性チーム長であるスギョンの命令にも従順に従う。

- キム・イルジュ刑事：チョン・ドンジン
  - H.I.Tチーム所属。警部補。他のH.I.Tメンバーよりも階級が上ということもあって、周囲の人間を見下しており、他のメンバーとたびたび衝突する。H.I.Tを快く思わない警察幹部が送り込んだスパイであったが…。

- シム・ジョングム刑事：キム・ジョンテ
  - H.I.Tチーム所属。警察官としてのモラルに欠け、財テクや昇進ばかりに目を向けるお調子者な性格。街のチンピラに顔が利き、目こぼしをする代わりに事件捜査に協力させることもしばしば。

- チョ・ギュウォン課長：ソン・ヒョンジュ
  - H.I.Tチームを含め、捜査員を束ねる中間管理職。上層部と現場の刑事の間で板挟みに苦しむが、口うるさい性格で疎まれつつも部下思いな一面も。

- チョン・イニ：ユン・ジミン
  - 博士号を持つ警察庁所属の技官。プロファイリングなどの科学捜査を担当。幼なじみであるジュユンに特別な感情を抱いている。

## 主題歌
- オープニング主題歌  SUPER JUNIOR 「Success」
- エンディング主題歌  SUPER JUNIOR 「H.I.T」